# Alvin Goldman
Alvin Ira Goldman (Brooklyn, 1 de outubro de 1938 – 4 de agosto de 2024) foi um epistemólogo e professor americano de Filosofia na Universidade Rutgers em Nova Jersey. Lecionou na Universidade de Michigan e na Universidade do Arizona. Obteve seu PhD da Universidade de Princeton e foi casado com Holly Smith, um especialista em ética, ex-administrador, e ex-professor da Universidade Rutgers. Ele fez um trabalho influente sobre uma vasta gama de tópicos filosóficos, mas suas principais áreas de pesquisa são epistemologia, filosofia da mente e ciência cognitiva.

## Trabalho filosófico
Goldman fez um trabalho influente em uma ampla gama de tópicos filosóficos, mas suas principais áreas de pesquisa foram epistemologia, filosofia da mente e ciência cognitiva.

### Teoria da ação
O primeiro livro de Goldman, Uma Teoria da Ação Humana (uma versão revisada de sua tese de doutorado), apresenta uma maneira sistemática de classificar e relacionar as muitas ações que realizamos a qualquer momento. Sua influência foi ampla e pode ser encontrada, entre outros escritos, no livro de John Rawls, Uma Teoria da Justiça. Os primeiros trabalhos de Goldman na teoria da ação logo deram lugar a trabalhar em outros ramos da filosofia, principalmente na epistemologia.

### Epistemologia
Os relatos de Goldman sobre conhecimento e crença justificada, usando noções como causalidade e confiabilidade em vez de conceitos normativos como permissibilidade e obrigação, contribuíram para uma abordagem filosófica que veio a ser conhecida na década de 1970 como epistemologia naturalizada. (Ao contrário da versão de W.V.O. Quine da epistemologia naturalizada, no entanto, a de Goldman mantém um foco tradicional em questões de justificação.) A visão de Goldman surgiu inicialmente como parte dos esforços na década de 1960 para encontrar uma "quarta" condição em resposta ao desafio de Gettier à explicação do conhecimento como "crença verdadeira justificada". Em seu artigo de 1967, "A Causal Theory of Knowing", Goldman propôs que o conhecimento equivale à crença verdadeira apropriadamente causada pelo fato que o torna verdadeiro. Mais tarde, ele afirmou que o conhecimento equivale à crença verdadeira que é produzida por um processo confiável.
Goldman descreveu sua abordagem "naturalista" da epistemologia como dividindo "a epistemologia (epistemologia individual, de qualquer maneira) em duas partes ...
1. A primeira parte é dedicada à tarefa "analítica" de identificar os critérios, ou condições de satisfação, para vários status epistêmicos normativos. Com relação ao status normativo de justificação (da crença), o critério proposto é a confiabilidade dos processos de formação de crenças pelos quais a crença é produzida. A defesa desse critério de justificação não se baseava na psicologia científica, mas sim em uma forma familiar de metodologia de poltrona.
2. A segunda parte é a tarefa em que a ciência entra em cena. A ciência psicológica é necessária para identificar os tipos de operações ou cálculos disponíveis para o conhecedor humano, quão bem eles funcionam ao operar em certas entradas e sob certas condições.

Goldman recentemente concentrou seus esforços epistemológicos em questões de epistemologia social, dos diferentes mecanismos sociais através dos quais o conhecimento é transmitido na sociedade. Seu trabalho em epistemologia social tratou da lei (especialmente evidências), votação e mídia, entre outros tópicos. Ele tentou fornecer (em suas palavras) uma visão menos radical da epistemologia social do que aquelas sugeridas por teóricos culturais e pós-modernistas sob esse nome. Sua abordagem utilizou ferramentas da filosofia analítica, especialmente a epistemologia formal, para analisar problemas no conhecimento social. Parte desse trabalho está resumido em seu livro Conhecimento em um mundo social.

### Outros
Goldman dedicou um tempo significativo para mostrar como a pesquisa em ciência cognitiva é relevante para uma variedade de ramos da filosofia, incluindo a epistemologia. Grande parte desse trabalho aparece em seus livros Epistemologia e Cognição, Aplicações Filosóficas da Ciência Cognitiva e Simulação de Mentes.